# Auguste-Léopold Protet
« Protet » redirige ici.  Pour le terme juridique, voir Protêt.
« Protet » redirige ici. Pour l’article homophone, voir Protais.
Auguste-Léopold Protet (1808-1862) est un officier de marine et administrateur colonial français ainsi que contre-amiral et fondateur de la ville portuaire de Dakar au Sénégal.

## Biographie
Né le 20 avril 1808 à Saint-Servan, ancienne commune de l'Ille-et-Vilaine rattachée à Saint-Malo, Léopold Protet fait ses études au collège d'hydrographie de Saint-Malo puis au collège royal de la marine d'Angoulême à partir de 1824.

### Carrière
Il commence à naviguer en 1827, notamment le long des côtes d'Afrique.
Il est nommé gouverneur du Sénégal du 11 octobre 1850 au 16 décembre 1854, mais André-César Vérand le représente entre mai 1853 et le 30 janvier 1854.
Nommé commandant de la division navale des côtes occidentales d'Afrique et commandant supérieur de l'île de Gorée en mars 1856, il prend possession de la péninsule du Cap-Vert et crée un établissement français le 25 mai 1857, près du modeste village de pêcheurs de Dakar.
Ayant quitté les côtes africaines le 14 avril 1859, il part pour l'Extrême-orient et participe à la prise de Pékin le 13 octobre 1860, sous les ordres du vice-amiral Charner.
Promu contre-amiral le 8 janvier 1860, il commande la division navale des mers de Chine.
Il participe à la bataille de Shanghai (1861) (en), ville alors assiégée par les Taiping.
Grièvement blessé au cours d'un assaut contre la ville fortifiée de Nanqiao, il meurt à Shanghaï le 17 mai 1862. Ses obsèques y sont célébrées le 26 mai 1862. Le 19 janvier 1865, son corps est rapatrié et transféré au cimetière de la Vigne au Chapt dans sa ville natale de Saint-Servan.

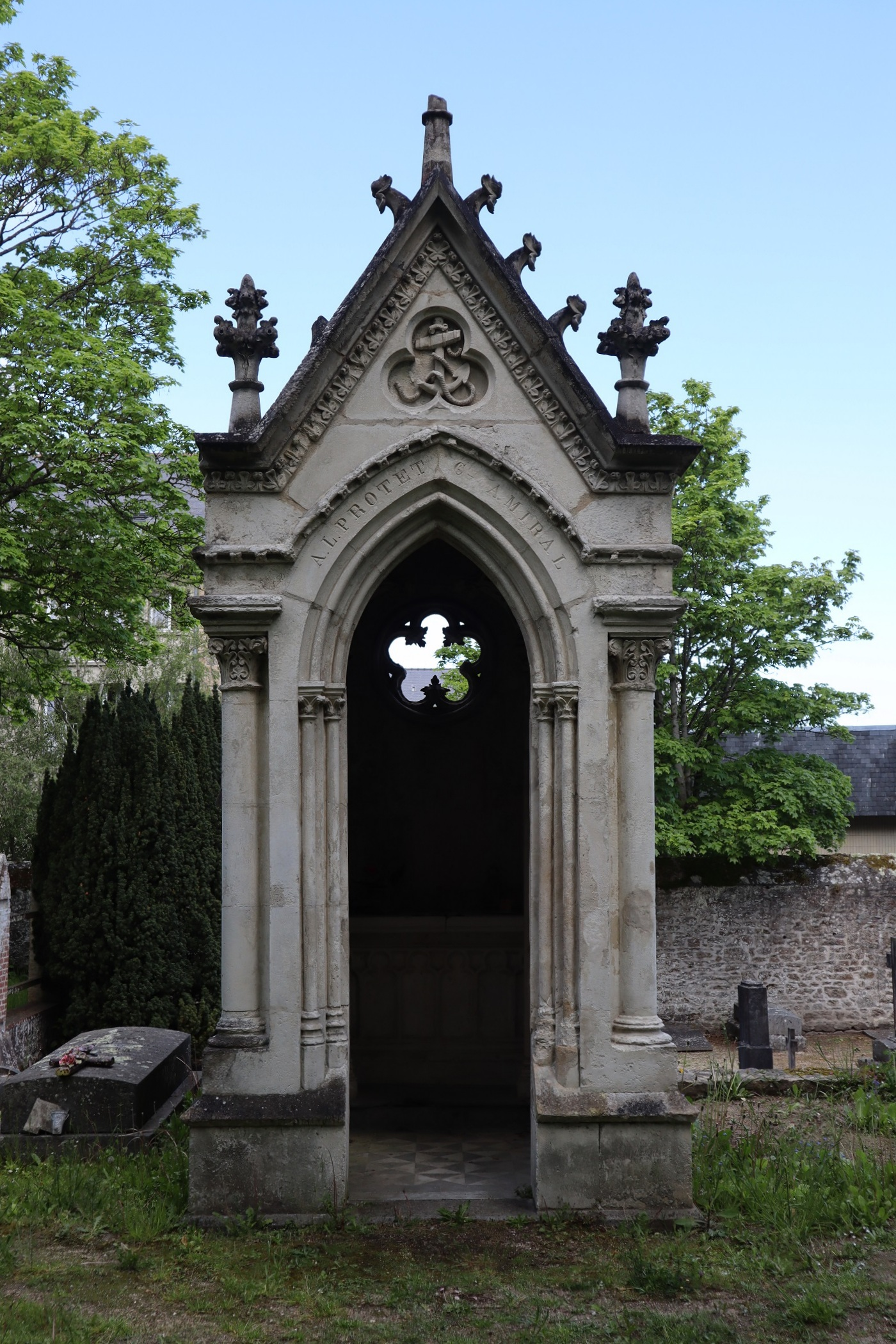
Tombe de Protet au vieux cimetière de Saint-Servan.

## Hommage et distinctions
- 1854 : commandeur de la Légion d'honneur[1]
- 1863 : son nom est donné à la place centrale de Dakar, renommée place de l'Indépendance en 1961[3].
- 1865 : Une église est érigée à l'emplacement où il fut tué dans la localité de Nanqiao (district de Fengxian) à Shanghaï.
- Plusieurs bâtiments de la Marine nationale ont porté son nom :
  - Le Protet (1898-1910), croiseur protégé de la classe Catinat
  - Le Protet (1912-1933), contre-torpilleur de la classe Bisson
  - Le Protet (1963-1992), aviso-escorteur de la classe Commandant Rivière

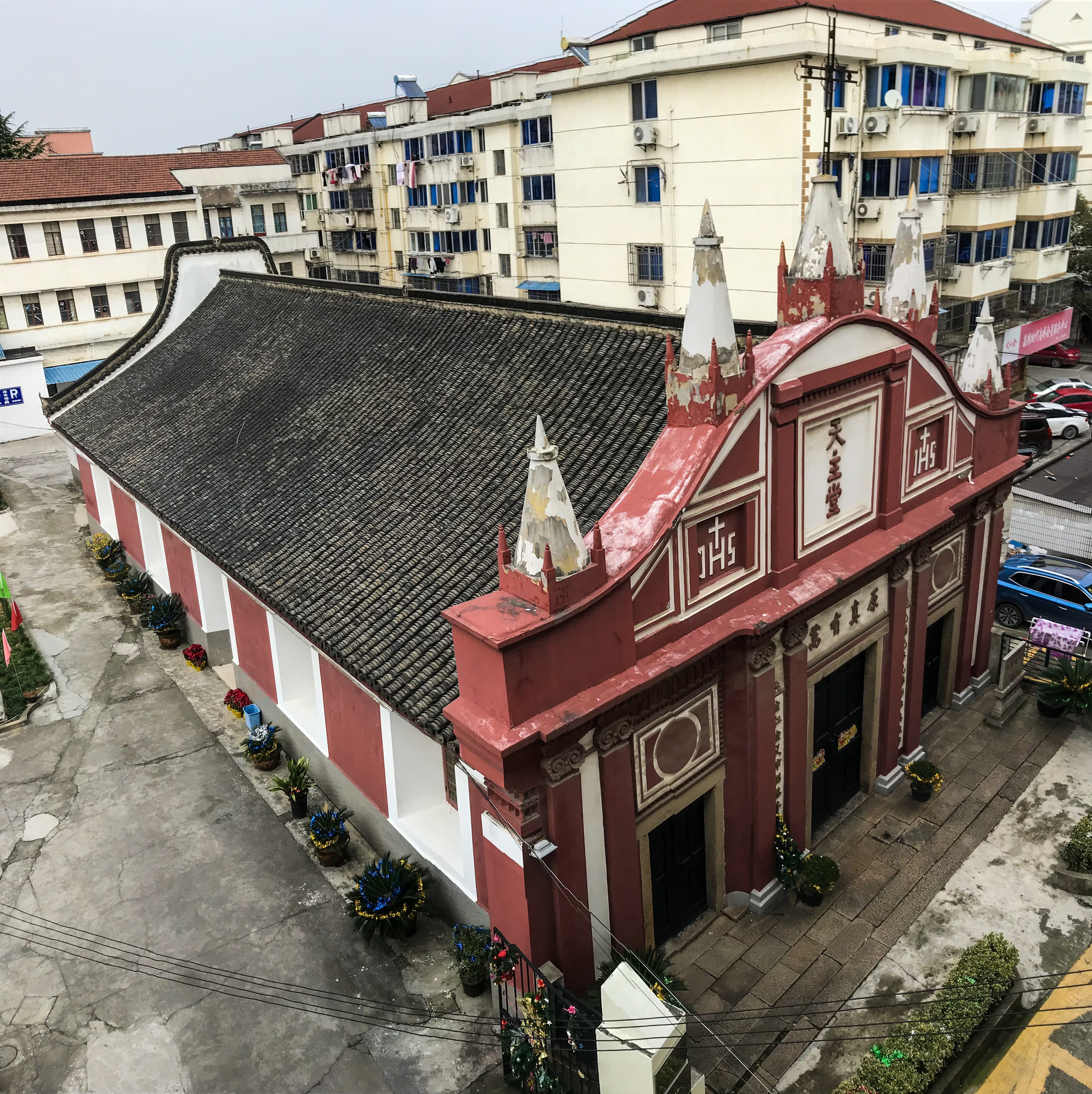
Église catholique à Shanghaï, à l'emplacement où Protet fut tué.
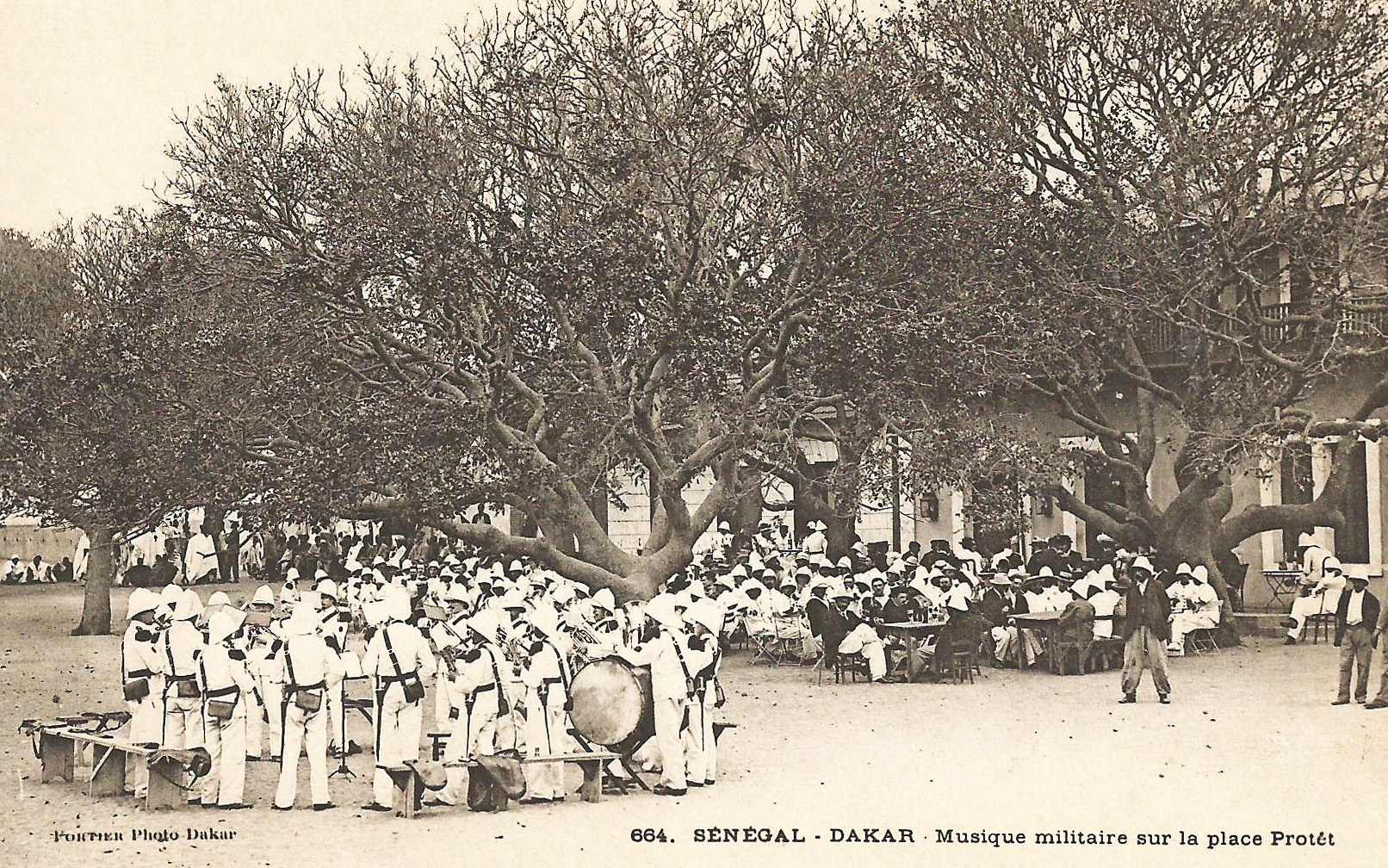
Musique militaire sur la place Protet (AOF).